# Задача
Зада́ча — проблемная ситуация с явно заданной целью, которую необходимо достичь; в более узком смысле задачей также называют саму эту цель, данную в рамках проблемной ситуации, то есть то, что требуется сделать. Ещё более узкое определение называет задачей ситуацию с известным начальным состоянием системы и необходимым конечным состоянием системы, причём способ достижения конечного состояния от начального известен (в отличие от проблемы, в случае которой способ достижения конечного состояния системы неизвестен).
Другие определения понятия «задача» согласно международным стандартам:
- деятельность, необходимая для достижения некоторой цели[2];
- требуемые, рекомендуемые или допустимые действия, направленные на содействие достижению одного или нескольких результатов некоторого процесса[3];
- наименьшая единица работы, подлежащая учёту; чётко определённое рабочее задание для одного или нескольких участников проекта[4].

В самом широком смысле под задачей понимается то, что нужно выполнить — задание, поручение, дело, упражнение, например логическая задача, математическая задача, шахматная задача.
В отличие от функции, которая может осуществляться постоянно, задача предполагает при заданных её условиях выход на достижение конечного результата (решение задачи).

## Параметры задачи
В задаче выделяют:
- Элементы начальной  (исходной) ситуации
- Правила преобразования ситуации
- Требуемое решение (цель, конечная ситуация)

Требуемое решение может быть задано по-разному: как конечное состояние ситуации (например, то, как должна выглядеть собранная головоломка); как получение нового знания (например, 2 + 2 = ?); как установление неких связей (отношений) между элементами ситуации (например, когда требуется определить, какой из двух предметов тяжелее) и т. д.

## Характеристики условия задачи
Выделяют следующие характеристики условия задачи:
- Привычность или непривычность ситуации, новизна задачи для субъекта
- Степень выделенности (явности) существенных отношений
- Форма условий (реальная ситуация / изображение / словесное описание)
- Соотношение условия — решение: условия достаточны / недостаточны / избыточны для решения.